# Nikolaj Ekk

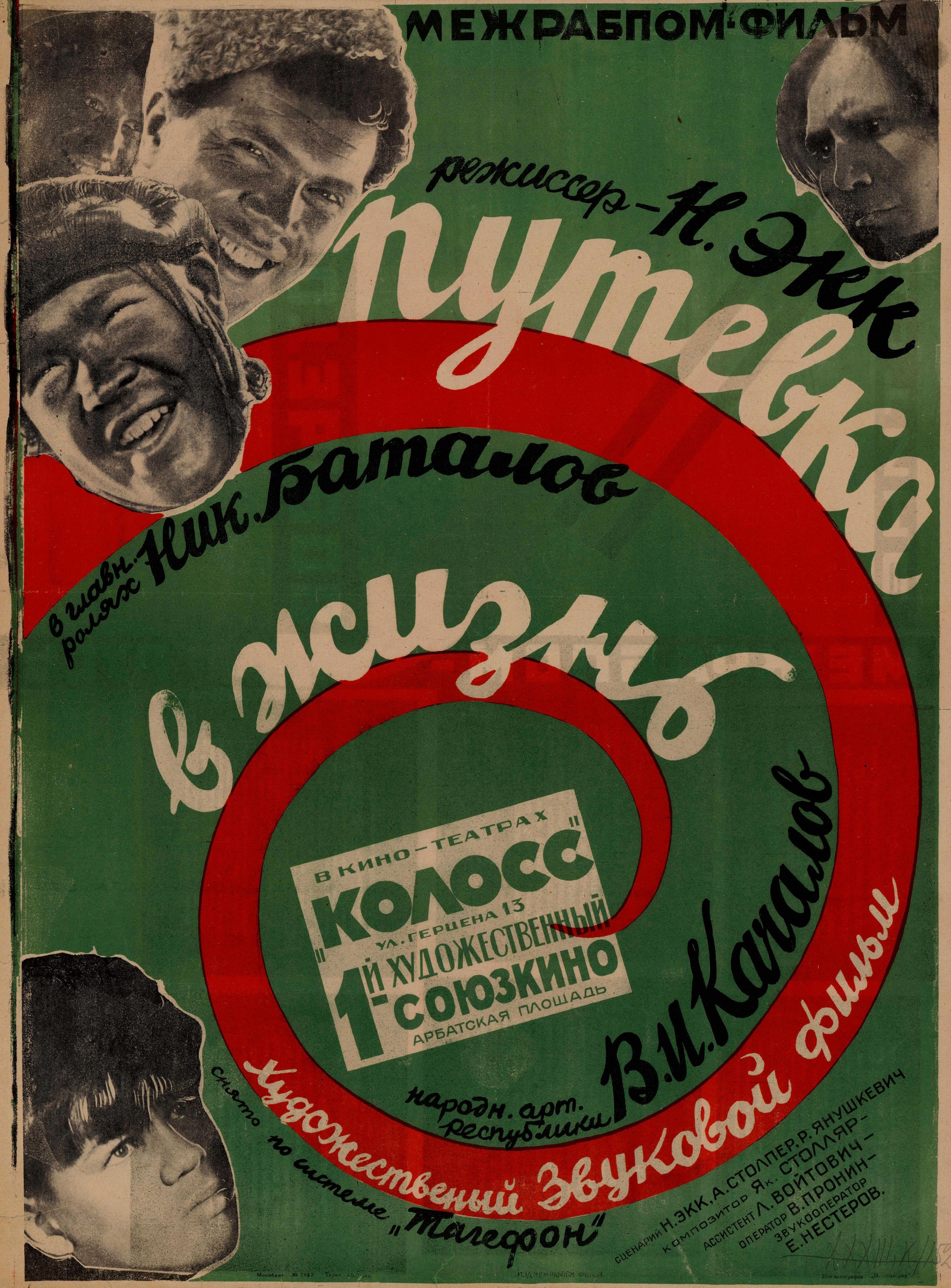
Filmaffisch för Vägen till livet, 1931

Nikolaj Vladimirovitj Ekk (ryska: Николай Владимирович Экк), född 14 juni 1902 i Riga, död 14 juli 1976 i Moskva, var en sovjetisk filmregissör, skådespelare och manusförfattare. 
Ekk regisserade fyra filmer mellan 1931 och 1941, däribland den första sovjetiska talfilmen Vägen till livet (1931), för vilken Ekk vann publikens omröstning i kategorin Bästa regissör vid den första Filmfestivalen i Venedig 1932. Hans film "Kvinnorevolten" (1936) var Sovjetunionens första långfilmsproduktion i färg. Nikolaj Ekk var chef för filmbolaget Mezjrabpomfilm från 1928 till 1936, då han under den stora terrorn i januari togs in på förhör av NKVD.

## Filmografi i urval
- 1931 – Vägen till livet (Путёвка в жизнь) (regi och manus)
- 1936 – Kvinnorevolten (Груня Корнакова) (regi, manus och roll)
- 1939 –  Сорочинская ярмарка (fritt översatt: Marknaden i Sorotjinsk)